# 党錮の禁
党錮の禁（とうこのきん）は、後漢末期に起きた弾圧事件。宦官勢力に批判的な清流派士大夫（党人）らを宦官が弾圧したもので、その多くが禁錮刑（現代的な禁錮刑とは異なり、官職追放・出仕禁止をさす）に処された事からこの名で呼ばれる。党錮の禁は延熹9年（166年）と建寧2年（169年）の2回行われ、それぞれ第一次党錮の禁、第二次党錮の禁と呼ばれた。

## 党錮の禁の背景
後漢の和帝が外戚の竇憲らを排除するのに宦官を用いて以降、宦官の勢力が強くなるようになった。しかしこれら宦官の多くは自らの利権の追求に専念し、外戚が専横していた頃以上の汚職が蔓延するようになった。
こうした状況に対し、一部の士大夫（豪族）らは清流派と称し徒党を組み、宦官やそれに結びつく勢力を濁流派と名づけ公然と批判するようになった。この批判の背景には、宦官を一人前の人間として認めない儒教的な価値観や、従来士大夫がその選抜に強い影響力を持っていた「郷挙里選」における「孝廉」の推挙まで宦官の利権の対象となった事に対する反発が影響したと見られている。
この宦官と士大夫の対立は、宦官と外戚との間でたびたび行われた権力闘争ともかかわり深刻なものとなっていた。

## 事件の経過

### 第一次党錮の禁
延熹9年（166年）、司隷校尉の李膺と太学の学生の郭泰や賈彪などからなるいわゆる「清流派」と呼ばれる者達が朝廷に於いて、中常侍の専横を批判し罪状を告発したが、中常侍たちは逆に「党人どもが朝廷を誹謗した」と訴え、李膺ら清流派党人を逮捕した。逮捕者は豪族達の運動で死罪は免れたものの、終身禁錮の刑に処された。これを第一次党錮の禁という。

### 第二次党錮の禁
建寧2年（169年）、外戚の竇武と清流派党人陳蕃らが結託して宦官排除を計画し挙兵したが、宦官の曹節と王甫が協力し、詔勅を偽って逆に竇武達を誅殺した。この乱の加担者や清流派の党人らに対して行われた弾圧を第二次党錮の禁と呼ぶ。

### 党錮の禁の終結
この党錮の禁の対象者は熹平5年（176年）に党人の一族郎党まで拡大された。その後黄巾の乱が起きた際、追放された党人らが乱に加担する事を恐れた後漢朝廷によって禁が解かれ、党錮の禁は終結した。これ以降の朝廷は、追放よりむしろ積極的に党人を召し出して、厳しく統制監視する方向に舵を切っていくことになる。
黄巾の乱が終結すると、十常侍はじめとする宦官と外戚の何進との間で再び権力闘争が起きる。宦官らは何進を謀殺するが、その後何進謀殺に怒り宮中に乱入した、袁紹・袁術らの軍勢が宦官らを皆殺しにした事により、宦官と外戚の権力闘争は共倒れという形で終結したが、その隙に洛陽を占拠した董卓の専制により後漢王朝は統治力を無くした。

## 三君八俊
党錮の禁が起こると、清流派の名士達は評価の高い天下の名士にそれぞれ位階、称号をつけて、位階を上から『三君』『八俊』『八顧』『八及』『八廚』と呼んだ。
『君』とは一世で宗主として仰ぐ者のこと、
『俊』とは英才を持った者のこと、
『顧』とは徳を持ち人々を惹きつける者のこと、
『及』とは人々を導き宗主を追う者のこと、
『廚』とは財をなげうって人々を救う者のことを示す。
『三君』
竇武　劉淑　陳蕃
『八俊』
李膺　荀昱　杜密　王暢　劉祐　魏朗　趙典　朱宇
『八顧』
郭泰　宗慈　巴粛　夏馥　范滂　尹勲　蔡衍　羊陟
『八及』
張倹　岑晊　劉表　陳翔　孔昱　苑康　檀敷　翟超
『八廚』
度尚　張邈　王考　劉儒　胡毋班　秦周　蕃向　王章

## 党錮の禁に関する研究
川勝義雄は党錮の禁にて弾圧された勢力は、
とした。
これに対して矢野主税は
とする。
この両者の論争は貴族制研究・中国史時代区分論争に絡んで1950年から1970年代にかけて激しく行われたが、明確な結論が出ないままに終焉している。